# Canal 10 (Córdoba)
El Canal 10 de Córdoba es una estación de televisión abierta argentina que transmite desde la ciudad de Córdoba. La emisora se llega a ver en gran parte de la Provincia de Córdoba a través de estaciones repetidoras. Es operado por SRT Media.

## Historia
El 23 de abril de 1958, mediante el Decreto Ley 5357, el Poder Ejecutivo Nacional (en ese entonces a cargo del militar Pedro Aramburu dentro de la llamada Revolución Libertadora) transfirió el patrimonio de LW1 Radio Universidad a la Universidad Nacional de Córdoba para explotar una estación de televisión en la ciudad de Córdoba, capital de la provincia homónima. Uno de los iniciadores de la futura programación sería el periodista Marcelo Lezama, quien formó un equipo de productores junto a Caballero Bonorino. Después, se les unió luego el cineasta Guillermo López, además de Miguel "Cachoíto" De Lorenzi, camarógrafos, técnicos, escenógrafos y periodistas.

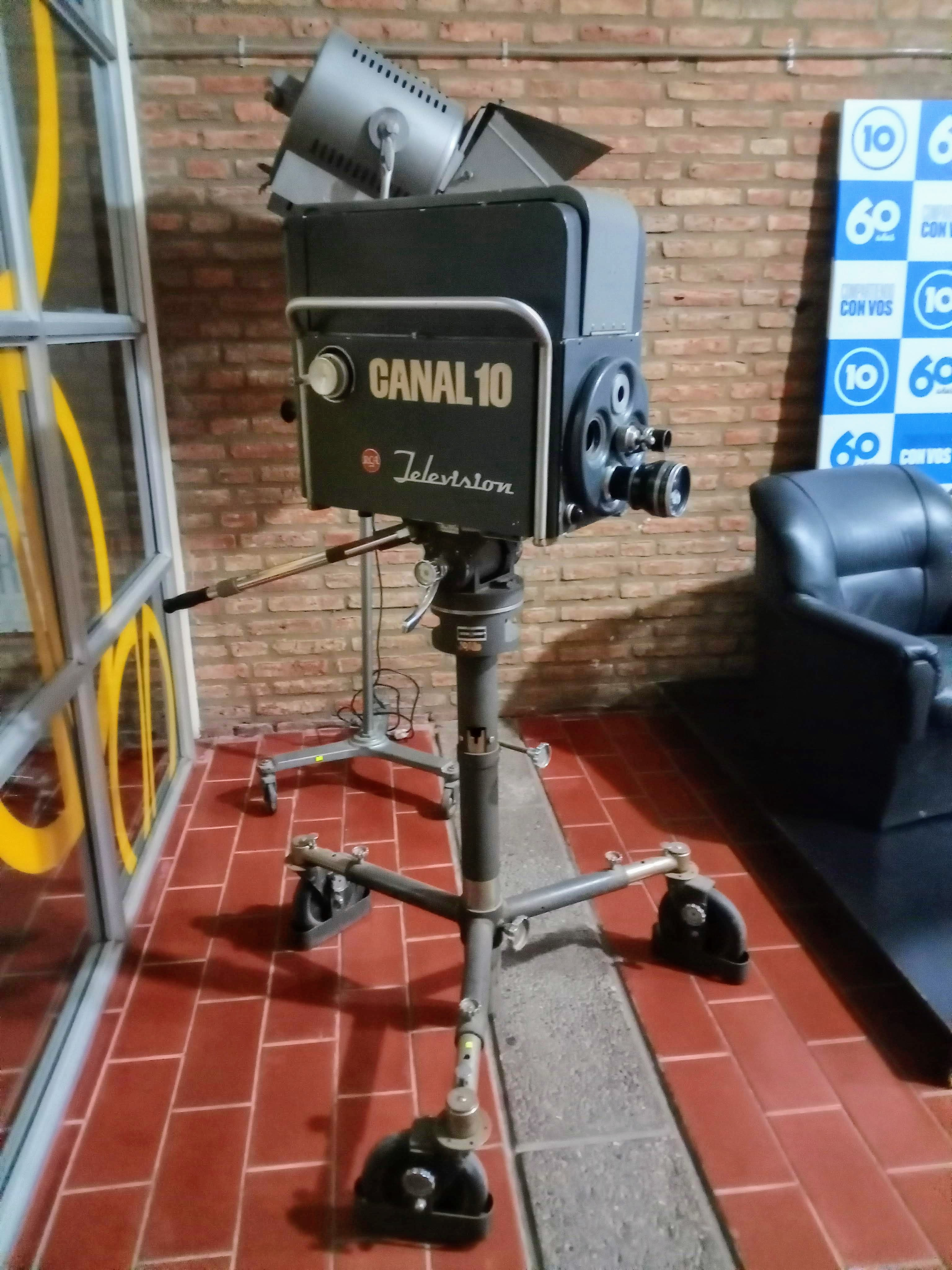
Antiguas cámaras de televisión de Canal 10

Canal 10 fue la segunda emisora de la ciudad y, desde sus inicios, sus estudios se encuentran en calle Rivera Indarte 165, planta baja del Pasaje Muñoz, donde también estuvo la antena radial ubicada sobre la Caja de Jubilaciones. Más adelante el Multimedio SRT pasarían a las grandes instalaciones del actual edificio del barrio Marqués de Sobremonte 32 años después con todas las comodidades para las tareas radiales y televisivas. El 5 de mayo de 1962, se comenzó a emitir la señal con una programación especial musical en vivo tras las palabras iniciales del rector Orgaz.
La licencia inició sus transmisiones regulares el 11 de mayo de 1962 como LV 80 TV Canal 10 de Córdoba.
Asimismo, fue entonando el himno universitario Gaudeamus Igitur, con las locuciones de Mabel López y José González. Más tarde, la emisora emitió el concierto de Niccolo Paganini y Ruggiero Ricci. Las primeras imágenes del canal son captadas a través de las cámaras RCA TK-11.
El 1° de mayo de 1980, junto a Canal 12, Canal 10 comenzó a emitir programas en color.
A comienzos de los años 90, Canal 10 comenzó a emitir de forma exclusiva la programación del Canal 9 de Buenos Aires.
En mayo de 1994 se integraba el Multimedio SRT y las dos emisoras: FM Power (Hoy Más que música) y Radio Universidad, cambiando su imagen corporativa y el nombre comercial TV10.
El 14 de febrero de 2001, mediante la Resolución 100, el Comité Federal de Radiodifusión autorizó al Municipio de Río Tercero a instalar una repetidora de la emisora, asignándole el canal 38 en la banda de UHF.
El 19 de diciembre de ese año, TV10 regresa su nombre original a Canal 10.
El 18 de diciembre de 2008, mediante la Resolución 1362 el Comité Federal de Radiodifusión autorizó a los Servicios de Radio y Televisión de la Universidad Nacional de Córdoba (titular de Canal 10) a instalar una repetidora en Morteros, asignándole el canal 44 en la banda de UHF.
En 2009, Canal 10 comenzó a emitir de la programación de la señal estatal del Canal 7 de Buenos Aires.
El 27 de diciembre de 2010, la Autoridad Federal de Servicios de Comunicación Audiovisual, mediante la Resolución 505, autorizó al Canal 10 a realizar pruebas en la Televisión Digital Terrestre bajo el estándar ISDB-T (adoptado en Argentina mediante el Decreto 1148 de 2009). Para ello se le asignó el Canal 33 en la banda de UHF.
Ese mismo día, mediante la Resolución 520, autorizó a instalar una repetidora del canal en Río Cuarto, asignándole el canal 32 en la banda de UHF.
El 24 de junio de 2011, mediante la Resolución 687, le asignó al Canal 10 el Canal 31 en la banda de UHF para emitir en la Televisión Digital Terrestre.
El 26 de febrero de 2015, mediante la Resolución 37, le asignó a Canal 10 el Canal 30.1 para emitir de forma regular (en formato HD) en la Televisión Digital Terrestre.
El 1° de junio de 2018, Canal 10 comenzó a emitir programación en HD, coincidiendo con la nueva imagen de la señal.
El 30 de julio de 2020, se desató un incendio el cual llegó hasta el predio de los SRT. Se evacuó a los trabajadores del multimedio y el hecho afectó la transmisión de los medios de la Universidad.
El 31 de marzo de 2023, el canal dejó de emitir por televisión analógica para realizar la transición a la Televisión Digital Terrestre en el sur argentino, en cumplimiento del decreto 156/2022 del Ente Nacional de Comunicaciones, con el objetivo de migrar hacia la televisión digital terrestre.
El 7 de abril de 2025, Canal 10 relanzó una nueva imagen corporativa.

## Programación

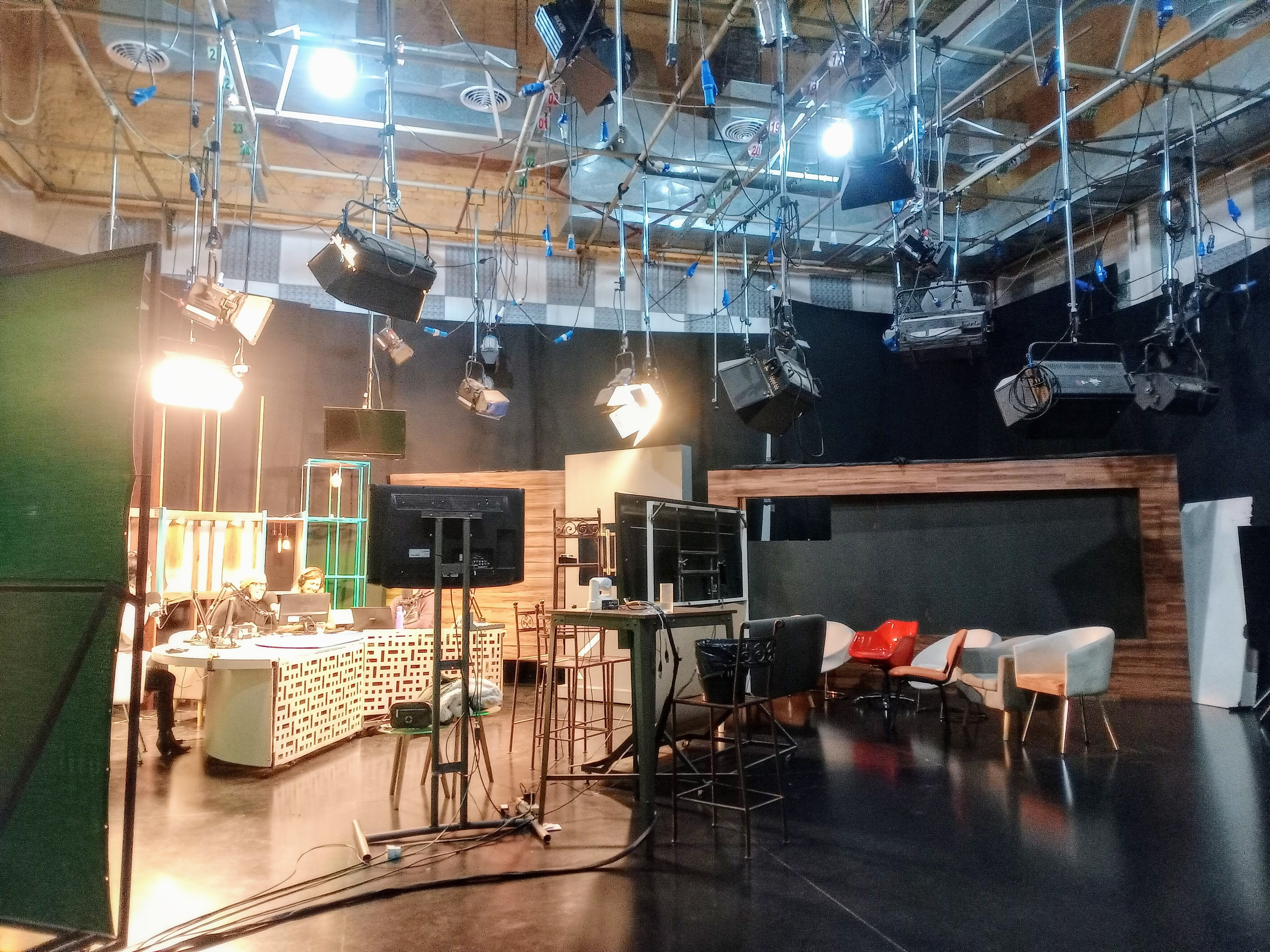
Estudio 2 de canal 10

Actualmente, parte de la programación del canal consiste en retransmitir los contenidos del Canal 7 de Buenos Aires, y los canales públicos Encuentro y Pakapaka.
Además, el canal emite contenidos producidos para Canal U, entre los que se destacan programas como Data Universitaria y Ciudad U, entre otros.

### Ahora Noticias
Crónica (antes conocido como Crónica 10) fue un noticiero argentino emitido por el Canal 10 de Córdoba, estación perteneciente a los Servicios de Radio y Televisión de la Universidad Nacional de Córdoba.
A través de sus 4 ediciones diarias, brindaba toda la información de la provincia de Córdoba, además de Argentina y el mundo.

## Repetidoras
Canal 10 contaba con 20 repetidoras en la Provincia de Córdoba; sin embargo, estas actualmente se encuentran fuera de servicio.
| Provincia de Córdoba | Provincia de Córdoba          |
| Canal                | Localización de la repetidora |
| -------------------- | ----------------------------- |
| 21                   | Altos de Chipión              |
| 67                   | Arroyito                      |
| 7                    | Bell Ville                    |
| 30                   | Canals                        |
| 21                   | Cerro Colorado                |
| 10                   | Corral de Bustos              |
| 16                   | Dean Funes                    |
| 41                   | Etruria                       |
| 66                   | General Deheza                |
| 9                    | La Francia                    |
| 46                   | Las Varas                     |
| 3                    | Los Cocos                     |
| 44                   | Marcos Juárez                 |
| 58                   | Oliva                         |
| 11                   | San Francisco                 |
| 9                    | San Marcos Sierras            |
| 67                   | Valle de Calamuchita          |
| 2                    | Valle de Traslasierra         |
| 16                   | Villa Carlos Paz              |
| 16                   | Villa Nueva                   |